# Jonathan Wheatley
Jonathan Wheatley, né le 7 mai 1967 à Beaconsfield, est un cadre et mécanicien britannique du sport automobile. Depuis 2025, il est directeur de l'écurie de Formule 1 Sauber. Il est précédemment directeur sportif chez Red Bull Racing, ainsi que mécanicien en chef chez Benetton Formula et Renault F1 Team.
Wheatley contribue à huit titres du Championnat du monde des constructeurs de Formule 1 entre 1995 et 2023 : un comme mécanicien chez Benetton (1995), un comme mécanicien en chef chez Renault (2005), quatre comme manager chez Red Bull (de 2010 à 2013) et deux comme directeur sportif chez Red Bull (2022 et 2023).

## Carrière en Formule 1

### Benetton / Renault (1991-2006)
Jonathan Wheatley commence sa carrière chez Benetton Formula comme mécanicien junior au début des années 1990. Il gravit les échelons dans l'équipe basée à Enstone et devient mécanicien en chef en 2001, poste qu'il occupe jusqu'en 2006 lorsqu'il rejoint Red Bull Racing. Durant cette période, l'équipe remporte deux titres de championne du monde des constructeurs et 33 Grands Prix.

#### Red Bull (2006-2024)
Chez Red Bull Racing, Jonathan occupe les postes de directeur sportif à partir de 2018 et de manager dès 2006. Il veille à ce que l'équipe respecte les règlements sportifs de la FIA, supervise les communications et dirige l'équipe d'arrêt aux stands, considérée comme l'une des meilleures de la Formule 1.
Lors du Grand Prix automobile du Brésil 2019, Red Bull établit le record de l'arrêt au stand le plus rapide en 1,82 seconde pour la voiture de Max Verstappen, améliorant leur précédent record de 1,88 seconde établi au Grand Prix automobile d'Allemagne 2019,,. Ce record tient jusqu'au Grand Prix automobile du Qatar 2023, où McLaren établit un temps de 1,80 seconde.
Le 1er août 2024, Red Bull annonce son départ, à la fin de la saison, pour Audi F1 Team comme premier directeur d'équipe, après une période de « gardening leave » (« congés de jardinage »). Sous sa direction, Red Bull remporte six titres constructeurs et 120 Grands Prix.

### Sauber / Audi (depuis 2025)
Initialement prévu pour l'été 2025 chez Sauber avant l'arrivée d'Audi en 2026, Wheatley prend ses fonctions plus tôt à cause du départ anticipé d'Alessandro Alunni Bravi en janvier ; il devient officiellement directeur de l'équipe Sauber le 1er avril, trois jours avant le Grand Prix automobile du Japon 2025.